# أبو الطيب المتنبي (مسلسل)
أبو الطيب المتنبي مسلسل تاريخي سوري تمثيل مجموعة من الممثلين السوريين. يتحدث المسلسل عن شخصية الشاعر العربي أبو الطيب المتنبي ويجسد الشخصية سلوم حداد.

## فريق العمل

### تأليف وسيناريو وحوار
- ممدوح عدوان

### المخرج
- فيصل الزعبي

### الممثلون
- سلوم حداد في دور أبو الطيب المتنبي.
- رفيق علي أحمد في دور سيف الدولة الحمداني.
- عابد فهد في دور منصور.
- نادين في دور ثريا.
- تيم الحسن في دور أبو فراس الحمداني.

بقية الممثلين
من السعودية
- سعد خضر في دور كافور الإخشيدي.

من لبنان
- كريستين شويري في دور خولة.
- ماغي أبو غصن في دور تيوفانو.

من العراق
- سامي عبد الحميد في دور معز الدولة البويهي.
- سامي قفطان في دور ابن مقلة.
- غالب جواد في دور المتنبي الشاب - المحسد.
- وائل شرف في دور سيف الدولة الشاب - سعد الدولة.

من العراق
- ميمون الخالدي في دور ناصر الدولة.
- زياد الهلالي في دور هبك الله
- أمجد طعمة في دور نجا.
- محمد حداقي في دور قرعويه.
- سمر سامي في دور جملة.
- عبدالرحمن أبو القاسم في دور بدر ابن عمار.
- عبد الرحمن آل رشي في دور ابن جني.
- هاني الروماني في دور ابن خالويه.
- ثراء دبسي في دور جدة المتنبي.

من الأردن
- زهير حسن في دور أبو الفضل.

ضيوف الشرف
- منى واصف في دور أم المقتدر.
- عبد المجيد مجذوب في دور والد المتنبي.
- لورا أبو أسعد في دور زوجة المتنبي.
- فاروق جمعات في دور أبو العشائر.
- عامر علي في دور نيسيفور.
- مكسيم خليل في دور ليون.
- يوسف المقبل في دور ابن خنزابة.
- طلال هادي في دور المتقي.
- كريم محسن في دور فناخسرو.
- رائد محسن في دور المهلبي.
- مناضل داوود في دور الصنوبري.
- غانم حميد في دور ابن رائق.
- سهيل جباعي في دور الهاشمي.
- إحسان هاني في دور ابن عياش.
- فارس دانيال في دور توزون.
- ضياء كريم في دور الحسن الجعفي.
- ريم علي في دور نرد.
- لويز عبد الكريم في دور مرجانة.
- آسيا كمال في دور سخينة.
- عبد الله الجندي في دور برداس.

سهيل حداد - خليل حداد - مالك محمد - مهند هادي - سمير الطويل - فادي وفائي - صلاح مونيكا - عامر جهاد - زياد الهلالي - عماد وتوت - سفيان حسين عبد - صبحي الرفاعي - باسل حيدر - عقيل إبراهيم - يحيى حموي - علاء الزغبي - عبد الستار البصري - جبار جودي - كمال البني - ياسين عدس.